# Indice di sviluppo umano nelle regioni algerine
Elenco delle regioni dell'Algeria in base all'indice di sviluppo umano al 2022.
| Rango               | Regione ( Province )                                                                                  | Indice di sviluppo umano (2022) |
| Alto sviluppo umano | Alto sviluppo umano                                                                                   | Alto sviluppo umano             |
| ------------------- | --- | ------------------------------- |
| 1                   | Centro Nord ( Algeri, Blida, Boumerdès, Tipaza, Bouïra, Médéa, Tizi Ouzou, Béjaïa, Chlef, Aïn Defla ) | 0,767                           |
| –                   | Algeria                                                                                               | 0,745                           |
| 2                   | Nord Est ( Annaba, Costantino, Skikda, Jijel, Mila, Souk Ahras, El Taref, Guelma )                    | 0,741                           |
| 3                   | Sud ( Bechar, Tindouf, Adrar, Ghardaïa, Biskra, El Oued, Ouargla, Tamanrasset, Illizi )               | 0,737                           |
| 3                   | Nord Ovest ( Orano, Tlemcen, Mostaganem, Aïn Témouchent, Relizane, Sidi Bel Abbès, Mascara )          | 0,737                           |
| 5                   | Hauts Plateaux Est ( Sétif, Batna, Khenchela, Bordj Bou Arréridj, Oum el-Bouaghi, Tébessa )           | 0,737                           |
| 6                   | Hauts Plateaux Ovest ( Tiaret, Saïda, Tissemsilt, Naâma, El Bayadh )                                  | 0,730                           |
| 7                   | Centro degli Alti Altipiani ( Djelfa, Laghouat, M'Sila )                                              | 0,722                           |